# A Different Kind of Truth
A Different Kind of Truth je dvanácté studiové album americké rockové skupiny Van Halen. Jedná se o první studiové album skupiny od roku 1998, kdy vyšlo album Van Halen III, a první album se zpěvákem David Lee Rothem od roku 1984, kdy vyšlo album 1984. Album vyšlo 3. února 2012 v Austrálii a 7. února celosvětově. Ke dni 13. února je toto album nejvýše umístěným albem skupiny v Austrálii (4. příčka) i ve Velké Británii (6. příčka).

## Seznam skladeb
1. „Tattoo“
2. „She's the Woman“
3. „You and Your Blues“
4. „China Town“
5. „Blood and Fire“
6. „Bullethead“
7. „As Is“
8. „Honeybabysweetiedoll“
9. „The Trouble with Never“
10. „Outta Space“
11. „Stay Frosty“
12. „Big River“
13. „Beats Workin'“

## Sestava
- David Lee Roth – zpěv, rytmická kytara
- Eddie Van Halen – sólová kytara, klávesy, doprovodný zpěv
- Wolfgang Van Halen – baskytara, doprovodný zpěv
- Alex Van Halen – bicí, perkuse